# Stazione di Kōbe
La stazione di Kōbe (神戸駅?, Kōbe-eki) è una stazione ferroviaria di Kōbe, nella prefettura di Hyōgo. Si trova sulla linea JR Kōbe, sezione della linea principale Tōkaidō, e rappresenta il termine di quest'ultima. Da qui inizia la Linea principale Sanyō. Nonostante la stazione porti il nome della città, la stazione principale è in realtà quella di Sannomiya situata più a est.
A sud della stazione si trovava lo scalo merci, che dopo la dismissione è stato trasformato in un waterfront commerciale chiamato Harborland.
Nei pressi della stazione si trova anche la stazione di Harborland della linea Kaigan della metropolitana di Kōbe e la stazione di Kōsoku Kōbe, dove passano i treni Hankyū, Hanshin e Sanyō.

## Binari
| 1 | ■Linea JR Kōbe | Servizio Rapido/Rapido Speciale per Sannomiya, Amagasaki, Osaka e Kyoto                                                                  |
| 2 | ■Linea JR Kōbe | Servizio Locale/Rapido per Sannomiya, Amagasaki, Osaka e Kyoto ■Linea Bantan Espresso limitato "Hamakaze" per Kasumi, Hamasaka e Tottori |
| 3 | ■Linea JR Kōbe | Servizio Locale/Rapid per Sannomiya, Amagasaki, Osaka e Kyoto                                                                            |
| 4 | ■Linea JR Kōbe | Servizio Rapido/Rapido Speciale per Nishi-Akashi e Himeji                                                                                |
| 5 | ■Linea JR Kōbe | Nishi-Akashi e Himeji ■Linea Bantan Espresso limitato "Hamakaze" per Kinosaki Onsen, Hamasaka e Tottori                                  |